# Theridion melanosternon
Theridion melanosternon är en spindelart som beskrevs av Cândido Firmino de Mello-Leitão 1947. 
Theridion melanosternon ingår i släktet Theridion och familjen klotspindlar. Inga underarter finns listade i Catalogue of Life.